# Henarejos
Henarejos é um município da Espanha, na província de Cuenca, comunidade autônoma de Castela-Mancha. Tem 146,6 km² de área e em 2021 tinha 137 habitantes (densidade: 0,9 hab./km²). Limita com os municípios de Fuentelespino de Moya, Garaballa, Landete, Narboneta, San Martín de Boniches, Villar del Humo e Víllora.